# Alfred Mathias Concina
Alfred Mathias Concina (* 25. März 1919 in Oelsnitz; † 29. Oktober 2012) war ein SS-Unterscharführer der 16. SS-Panzergrenadier-Division „Reichsführer SS“, der am 12. August 1944 am Massaker in dem italienischen Dorf Sant’Anna di Stazzema beteiligt war.
Concina, der Mitglied der NSDAP war, gelangte 1943 im Rang eines Unteroffiziers zur SS, nachdem er vorher in der Luftwaffe gedient hatte. Im Juli 1943 wurde er durch einen Granatsplitter an der Schulter verletzt und nach seiner Genesung zur SS-Division Totenkopf versetzt. Anschließend gelangte er zur 7. Kompanie der 16. SS-Panzergrenadier-Division „Reichsführer SS“.
2002 eröffnete die Militärstaatsanwaltschaft in La Spezia ein Verfahren gegen mutmaßliche Täter des Massakers in Sant’Anna di Stazzema. Dies wurde erst möglich, nachdem die bereits nach Ende des Zweiten Weltkrieges angelegten Akten lange Zeit im sogenannten Schrank der Schande zurückgehalten worden waren. Im Jahr 2004 begann der Prozess vor dem Militärgerichtshof in La Spezia. Im gleichen Jahr gab Richter in einem Interview mit der Journalistin Christine Kohl zu, während des Krieges in Sant’Anna di Stazzema gewesen zu sein.
Am 22. Juni 2005 wurden Concina, Karl Gropler, Gerhard Sommer, Alfred Schöneberg, Werner Bruß, Heinrich Schendel, Ludwig Heinrich Sonntag, Georg Rauch und Ludwig Göring in Abwesenheit zu einer lebenslangen Freiheitsstrafe und zu einer Entschädigungsstrafe verurteilt. Das Urteil wurde im Jahr 2006 vom Appellationsmilitärgerichtshof in Rom in zweiter Instanz und 2007 vom Obersten Kassationsgerichtshof in dritter und letzter Instanz bestätigt.
Durch seine Aussage bei einer Vernehmung durch das Militärgericht in La Spezia war er nicht nur Angeklagter, sondern zugleich Zeuge. Concina war außerdem der einzige Angeklagte, der sich vor den Medien äußerte.
In Deutschland wurde seit 2002 gegen Concina ermittelt, das Verfahren aber letztlich eingestellt.
Concina lebte bis zu seinem Tod in einem Seniorenheim in Freiberg, das seit Bekanntwerden bereits Schauplatz mehrerer Demonstrationen antifaschistischer als auch neonazistischer Gruppen war.